# Когда рядом ты
«Когда рядом ты» — песня, записанная российской поп-группой «Винтаж» для пятого студийного альбома Decamerone. Песня была представлена 21 апреля 2014 года в официальной группе «Винтаж» на сайте «ВКонтакте». Авторами выступили Александр Ковалёв и Антон Кох, аранжировку для песни сделал Алексей Романоф. 29 апреля 2014 года проходили съёмки клипа на данную композицию, режиссёром которого стал Сергей Ткаченко. В клипе также снялся Михаил Галустян.
Песня стала седьмым синглом группы, занявшим первое место в радио-чарте СНГ. Сингл «Когда рядом ты» прозвучал на радиостанциях России и СНГ за одну неделю рекордное количество — 27 420 раз, что является абсолютным рекордом сводного чарта.

## Реакция критики
| Оценки критиков | Оценки критиков |
| Источник        | Оценка          |
| --------------- | --------------- |
| Красная звезда  | (8 место)       |

В целом песня была положительно принята ведущими критиками, музыкальными журналистами и программными директорами радиостанций России, достигнув 8-го места в «Экспертном чарте» портала «Красная звезда». Сергей Мудрик из «Звуков.ру» писал, что «Когда рядом ты» — это «зеркально отражённая» версия композиции «Плохая девочка». Журналисты издания «Волна» описывали песню, как «плясовую» и «патриархальную».

## Чарты
| Страна/территория (чарт)             | Высшая позиция |
| ------------------------------------ | -------------- |
| Tophit Российский Топ-100            | 1              |
| Tophit Московский Топ-100            | 1              |
| (Tophit Санкт-Петербургский Топ-100) | 4              |
| (Tophit СНГ Топ-100)                 | 1              |
| (Tophit Топ-100 по заявкам)          | 1              |
| (Tophit Украинский Топ-100)          | 27             |
| (Tophit Недельный по заявкам)        | 1              |